# Тягові випробування локомотивів
Тягові випробування локомотивів — випробування, проводяться для визначення і перевірки тягових характеристик і економічності локомотивів, характеристик їх основних вузлів і перевірки системи управління. Дані випробування також слугують для фіксування і перевірки характеристик локомотивів, необхідних для нормування ваги поїзда і тягових розрахунків. Аналогічні випробування проводять і на моторвагонному рухомому складі.

## Методика проведення випробувань

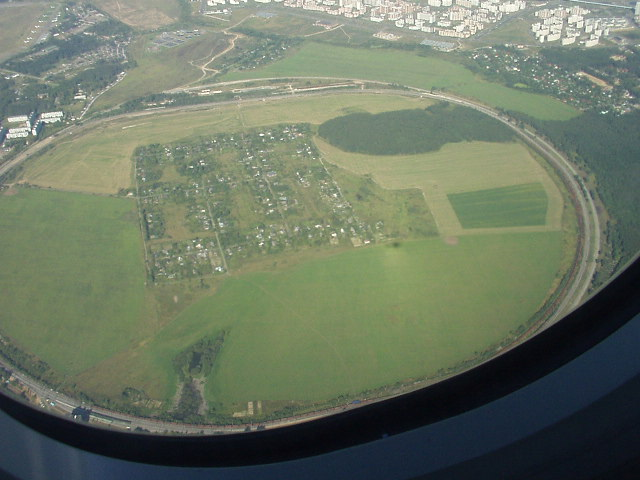
Кільцева залізниця ВНДІЗТа, на якій проводять випробування локомотивів

Перш за все тягові випробування проходять дослідні зразки нових серій локомотивів, щоб уже за результатами оцінки параметрів цих зразків можна було надати право на запуск серії у масштабне виробництво. Також випробовують і модернізовані локомотиви, в яких змінилася маса і швидкість руху. Випробування як правило проводяться після заводського налаштування і встановленого пробігу.
Власне окрім тягових випробувань, локомотиви також проходять і тягово-теплотехнічні (тепловози, газотурбовози) або тягово-енергетичні (електровози) випробування. Під час даних випробувань на різних швидкостях визначають наступні параметри: силу тяги, її обмеження, дотичну потужність, при наявності електричного гальмування перевіряють його ефективність. Для тепловозів також визначають загальний ККД на різних швидкостях при різноманітних режимах роботи тягової передачі і відбір потужності дизеля на службові потреби, витрати палива дизелем і ефективність роботи системи охолодження, економічність тягової передачі. В електровозів перевіряється нагрів тягового електрообладнання, силовий струм при різних режимах роботи, надійність апаратів захисту, для електровозів змінного струму визначають коефіцієнт потужності. Для моторвагонного рухомого складу додатково визначають силу тяги при пустих і завантажених вагонах.
Для фіксування тягових параметрів використовують динамометричний вагон, в якому встановлена відповідна апаратура, а також встановлені на самому локомотиві спеціальні датчики. Під час випробувань моторвагонного рухомого складу, динамометричний вагон, як правило, не застосовують.